# Grand Hi-Lai Hotel
Le Grand Hi-Lai Hotel (漢萊大飯店) est un gratte-ciel de 186 mètres de hauteur construit en 1995 à Kaohsiung dans l'ile de Taïwan. Il abrite un hôtel sur 42 étages.
C'est le 4° plus haut immeuble de Kaohsiung.
Il a été conçu par l'architecte  Chen Yaodong dans un style néoclassique rarement utilisé pour les gratte-ciel
Le promoteur ('developper') est la société Han Zong Construction Co., Ltd.